# Лора Сікорд

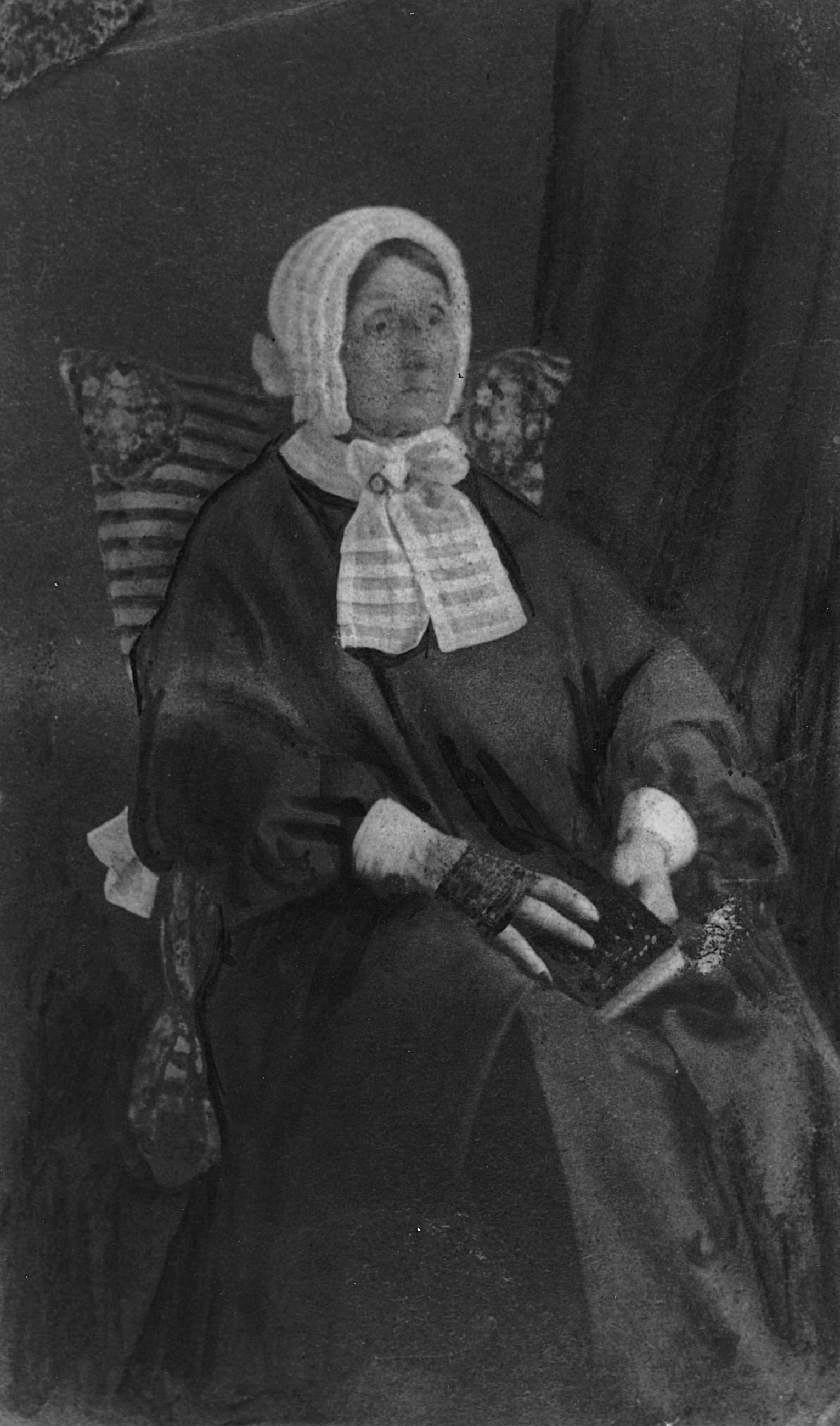
Лора Сікорд у 1865 році

Лора Сікорд (англ. Laura Secord); 13 вересня 1775, Грейт-Барінгтон (Массачусетс), Провінція Массачусетс-Бей — 17 жовтня 1868, село Чіппава нині Ніагара-Фоллс, Онтаріо  — канадська героїня Англо-американської війни 1812 року. Вважається національною героїнею Канади. Вона відома тим, що пройшла 32 кілометри по окупованій американцями території в 1813 році, щоб попередити британські сили про підготовку американців до наступу. Її внесок у війну був мало відомий за життя, але після смерті вона була неодноразово прославлена в Канаді.
Батько Лори Сікорд жив у Массачусетсі і воював на боці патріотів під час Війни за незалежність (1775–1783 роки). У 1795 році він з родиною переїхав у регіон Ніагара Верхньої Канади після того, як подав заяву і отримав наділ землі. Незабаром після того Лора вийшла заміж за лояліста Джеймса Сікорда, який пізніше був важко поранений у битві при Квінстон-Гайтс на початку війни 1812 року. Поки він видужував від поранення, в 1813 році американці вторглися на Ніагарський півострів, у тому числі зайнявши Квінстон.

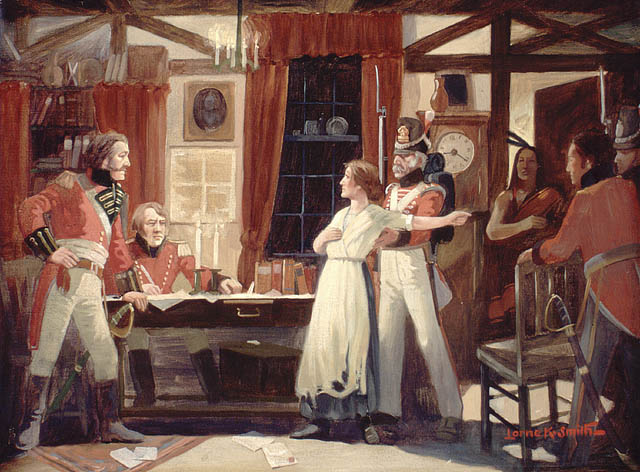
Лора Сікорд попереджає британського командувача Джеймса Фіцгіббона про план американського нападу на Бівер Дем

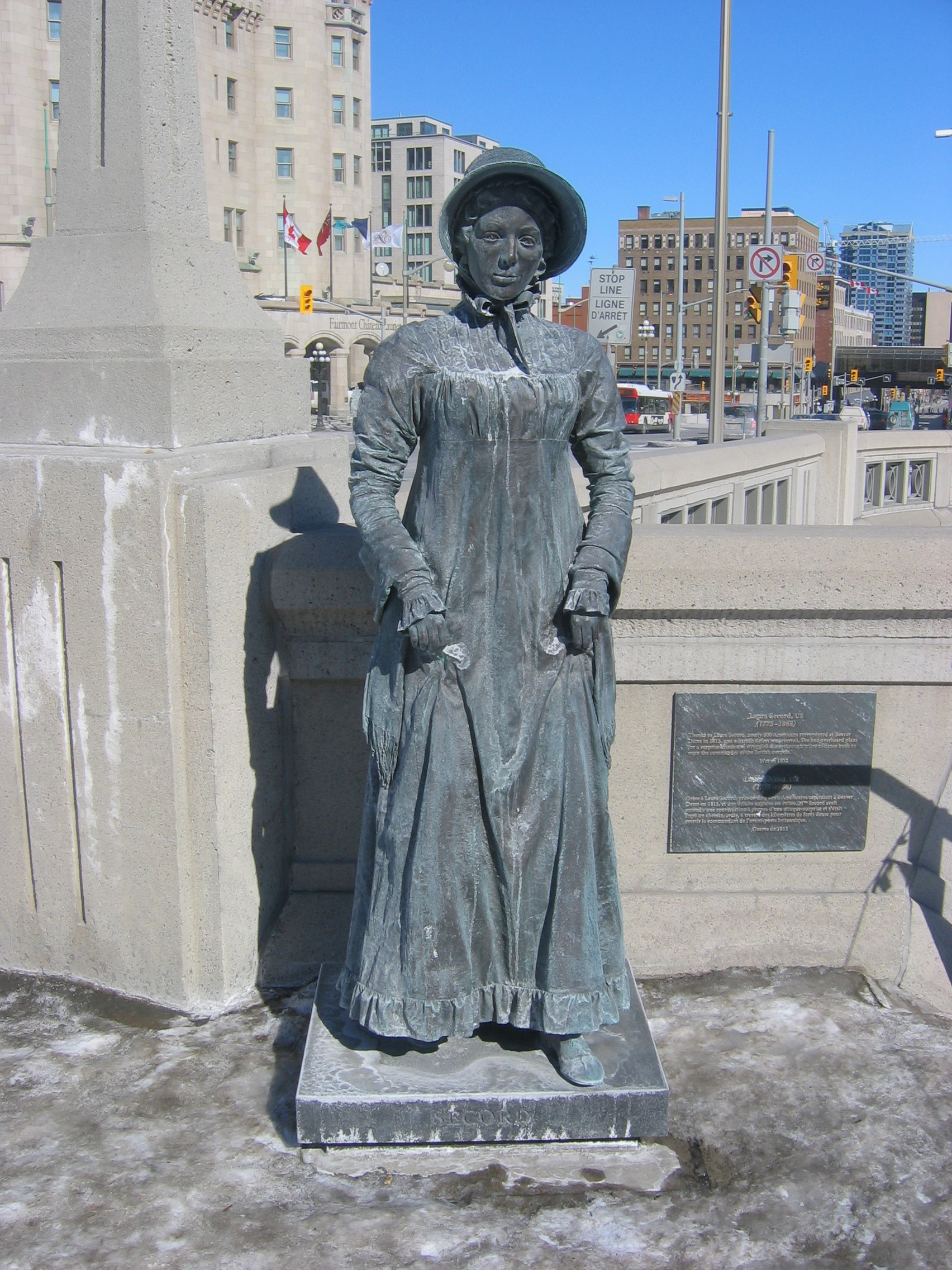
Пам'ятник Лорі Сікорд в Оттаві

Під час окупації Сікорд стало відомо про планований американський наступ і вона потайки побігла вранці 22 червня, щоб повідомити про це лейтенанту Джеймсу Фіцгіббону, що стояв зі своїми військами на території, як і раніше контрольованій англійцями. Інформація допомогла британцям та їх союзникам-могавкам відбити вторгнення американців у битві при Бівер-Дем. Її подвиг був забутий до 1860 року, коли майбутній король Едуард VII нагородив бідну вдову 100 фунтами за службу. Історія Лори Сікорд стала однією з легенд у Канаді; існує безліч версій цієї історії, часто з майже фантастичним перебільшеннями (наприклад, що весь свій шлях вона пройшла босоніж).
Сікорд стала героїнею книг, поезій та п'єс. По її смерті Канада віддала їй численні почесті: на її честь називали школи, їй зводили пам'ятники, музеї, присвячували меморіальні поштові марки; її статуя належить до об'єктів національної спадщини. На її честь названа кондитерська компанія, що виробляє шоколад. Лорі присвячена одна з чотирьох 25-центових монет, випущених Канадським монетним двором до двохсотріччя війни 1812 року.

Лора Сікорд — велика кондитерська компанія в Канаді, що виробляє шоколад і морозиво